# Chindia Târgoviște
Asociația Fotbal Club Chindia Târgoviște – rumuński klub piłkarski, mający siedzibę w mieście Târgoviște. Obecnie występuje w Liga II.

## Historia
Chronologia nazw:
- 2010: Chindia Târgoviște

Klub piłkarski Chindia Târgoviște został założony w miejscowości Târgoviște 11 sierpnia 2010 roku z inicjatywy Gminy Târgoviște wraz z byłym piłkarzem Gheorghe Popescu i przy wsparciu kibiców. Nowy klub piłkarski w mieście miał zastąpić stary klub FCM Târgoviște, który z powodu problemów finansowych musiał grać w gminie Șotânga (8 km na północny zachód od Târgoviște). Nowy klub otrzymał nazwę „Chindia” na cześć Wieży Chindia, symbolu miasta leżącym w pobliżu stadionu.
Najpierw zespół rozpoczął występy w Lidze III. W debiutowym sezonie 2010/11 zdobył promocję do Ligi II. W sezonie 2011/12 zajął 7.lokatę w Serie II. W następnym sezonie 2012/13 po zajęciu 12.miejsca w Serie I spadł z powrotem do Ligi III. Po dwóch latach klub znów wrócił do Ligi II. W sezonie 2015/16 był drugim w Serie II i zakwalifikował się następnie do grupy Promotion Play-off, ale po zajęciu trzeciego miejsca nie zdobył awansu do wyższej ligi. W następnym sezonie po połączeniu dwóch Serii w jedyną II ligę uplasował się na piątym miejscu. W sezonie 2017/18 zajął trzecią pozycję i znów zakwalifikował się do barażów, ale przegrał w nich z FC Voluntari. W sezonie 2018/19 zwyciężył w lidze i awansował do Ligi I.

## Barwy klubowe, strój
| Czerwony | Niebieski |

Klub ma barwy czerwono-niebieskie. Zawodnicy domowe spotkania zazwyczaj grają w czarnych koszulkach, czarnych spodenkach oraz czarnych getrach.

## Sukcesy

### Trofea międzynarodowe
Nie uczestniczył w rozgrywkach europejskich (stan na 31-05-2019).

### Trofea krajowe
| \| \| Zdobyte trofea w rozgrywkach Rumunii (stan na: 31-05-2019) \| |                                                            |      |                             |
| Rozgrywki                                                           | Osiągnięcie                                                | Razy | Sezon(y)                    |
| Mistrzostwo                                                         | I miejsce                                                  | 0    |                             |
| Mistrzostwo                                                         | II miejsce                                                 | 0    |                             |
| Mistrzostwo                                                         | III miejsce                                                | 0    |                             |
| Mistrzostwo                                                         | ?.miejsce                                                  | 1    | 2019/20                     |
| Puchar                                                              | zdobywca                                                   | 0    |                             |
| Puchar                                                              | finalista                                                  | 0    |                             |
| Puchar                                                              | 1/8 finału                                                 | 2    | 2013/14, 2017/18            |
| II liga                                                             | I miejsce                                                  | 1    | 2018/19                     |
| II liga                                                             | II miejsce                                                 | 0    |                             |
| II liga                                                             | III miejsce                                                | 2    | 2015/16 (Serie II), 2017/18 |
| Rumunia                                                             | Zdobyte trofea w rozgrywkach Rumunii (stan na: 31-05-2019) |      |                             |

- Liga III (D3):
  - mistrz (2x): 2010/11, 2014/15
  - wicemistrz (1x): 2013/14

## Struktura klubu

### Stadion
Klub piłkarski rozgrywa swoje mecze domowe na stadionie Eugena Popescu w Târgoviște, który może pomieścić 10000 widzów (6500 miejsc siedzących).

## Kibice i rywalizacja z innymi klubami

### Derby
- FCM Târgoviște
- Flacăra Moreni
- Petrolul Ploeszti